# Nande (peuple)
Pour les articles homonymes, voir Nande.
Ne doit pas être confondu avec Nandi (peuple).
Les Nande  (Yira)  sont une population bantoue d'Afrique centrale établie dans l'est de la république démocratique du Congo dans les territoires de Beni et Lubero, ils constituent plus de 60 % de la population de la province du Nord-Kivu, ils sont  également en Ouganda où ils sont appelés Konjo. C'est le peuple le plus entreprenant et dynamique du pays.
Les Yira sont subdivisés en 12 clans dont les Baswagha, Basukali, Bamate, Bahira, Bakira, Bahambo, Bito, Batangi, Bahumbe, Bakumbule, Batike et Babinga. Chaque clan est indépendant et régné par son propre chef de famille, également appelé roi (omukama, omughole ou omwami). Il n'y a pas de roi suprême commun des Yira.
Les Nande sont originaires de Muhulungu sur la rive droite proche de la rivière Semliki, et de la côte Ouest du lac Édouard.
De cette grotte d’Isonga, Muhiyi, premier explorateur Nande du Nord-Kivu, visita Vitungwe où il installera son «Ekikali» (ou quartier général), Isale, Malio, Kasongwere.

## Ethnonymie
Selon les sources et le contexte, on observe plusieurs variantes : Bakira, Banande, Kinande, Kinandi, Kira, Munande, Nandes, Nandi, Nandis, Ndande, Ngandi, Orundande, Wanande, Yira.

## Langues
Leur langue est Oluyira (ou kinande), une langue bantoue dont le nombre de locuteurs en RDC était estimé à plus de 10 000 000 en 2022 et près de 1 000 000 en Ouganda, mais beaucoup parlent aussi la langue véhiculaire de la région, le swahili et un petit nombre, le lingala (langue la plus célèbre dans la musique et l'administration publique congolaise).

## Terroir
Le Yiraland ou Vuyira est la région où habite les Yira constitué de 30 388k m². Les 4 808 km² sont en Ouganda et les 25 580 km² en RD Congo. En Ouganda, le Yiraland forme ce qu'on appelle Rwenzururu qui contient les districts de Bundibugyo, Kasese et Ntoroko, c'est une région qui se trouve à la frontière avec la RD Congo dont elle est séparée par le lac Mutsyamiria (lac Édouard) et le Mont Rwenzori à l'Ouest, elle est limitée au Nord par le lac Albert et le district de Kagadi, à l'Est par les districts de Kitagwenda, Kabarole, Bunyangabu, Kamwenge et le lac George, au Sud par le district de Rubirizi et le lac Mutsyamiria (lac Edouard). En RD Congo, le Yiraland forme une région relativement vaste dans la province du Nord-Kivu dans les territoires administratifs de Beni, Lubero, et le bord du lac Edouard dans le Rutshuru, surnommée Grand Nord, c’est une région qui se trouve à la frontière de l’Ouganda dont elle est séparée par le lac Mutsyamiria (lac Édouard) et le Mont Ruwenzori à l’Est, elle est limitée par la province d'Ituri au Nord et la province de Tsopo à l'Ouest, et par les territoires administratifs de Walikale et Rutshuru dans sa partie Sud.
C'est depuis la conférence de Berlin lors du partage de l'Afrique en 1885 que le Yiraland (Vuyira) a été divisé en deux, dont une partie en RD Congo habitée par les Nande et une autre partie en Ouganda habitée par les Konjo.

## Économie

### Commerce et Développement
Chez la population Nande on pratique beaucoup le commerce.
Historiquement, les Nande ont pratiqué le commerce du sel du lac Katwe en Ouganda. Grâce à l'évolution du commerce chez les Nande et à la suite de leurs fortes relations économiques avec l'Afrique Orientale, le Moyen et l'Extrême Orient, des villages sont devenus actuellement des villes : Butembo, Beni, Oicha, Luholu, Kasindi... et des agglomérations voisines sont devenues des villes : Goma, Kisangani, Bunia, Isiro, etc.
Malgré la crise économique qui frappait tout le pays durant l'époque de la république du Zaïre, la région de Beni-Lubero et la ville de Butembo ont maintenu une activité économique florissante et jusqu'aujourd'hui malgré les guerres. L' industrialisation avait commencer dans la région à l'initiative de l’élite économique locale avec la zone économique spéciale de Musienene. Le peuple Nande a également produit une élite intellectuelle qui s'est distinguée dans tous les domaines de la vie nationale et internationale, et particulièrement :
- dans la société civile et les ONG de développement;
- dans les partis politiques;
- dans la gestion publique du pays;
- dans l'ingénierie;
- dans l’église catholique et protestante;
- dans l'enseignement supérieur et universitaire;
- dans la médecine;
- dans les arts;
- Etc.

### Agriculture
Le peuple Nande est avant tout agriculteur et éleveur de petit bétail, l'élevage de bovin étant une particularité de certaines grandes familles seulement. Ils sont devenus les grands producteurs et exportateurs du café, cacao, quinquina et thé de toute la république démocratique du Congo. Les bananes plantains, tubercules, céréales,... sont d'autres denrées alimentaires les plus cultivées chez ce peuple. Ils pratiquent la pêche dans le lac Édouard (lac Mutsyamiria) avec une production de 16 000 tonnes des poissons par an aussi dans les rivières Semliki, Tayna, Talihya, Luholu, etc.
À la suite de cette évolution de l'agriculture durant des siècles chez ce peuple, plusieurs organisations viennent de voir jour localement pour accompagner durablement ces paysans agriculteurs.

### Transport
Les transports jouent un rôle fondamental dans le terroir Nande parce qu'ils influent sur toutes les facettes de l'économie, notamment sur la mobilité de la main-d'œuvre, les dessertes agricoles, les échanges commerciaux, les facilitations du tourisme et les désenclavement des localités reculées des villes.
Voici les plus importants aéroports  chez les Nande :
1. Aéroport de Beni-Mavivi
2. Aérodrome de Butembo-Rughenda
3. Aérodrome de Lubero
4. Aéroport de Beni-Wageni

Voici les plus importantes routes chez les Nande :
1. La Route Nationale 2 (RN2): Beni-Butembo-Lubero-Luholu-Kanyabayonga : 206 km
2. La Route Nationale 4 (RN4): Beni-Mbau-Oïcha-Eringeti :  53 km
3. La Route Beni-Mutwanga-Kasindi : 75 km
4. La Route Butembo-Biambwe-Manguredjipa-Etaeto : 140 km
5. La Route Beni-Mangina-Manguredjipa : 164 km
6. La Route Lubero-Kasugho-Kabenga : km
7. La Route Kayna-Luofu-Busekere : km
8. La Route Butembo-Bunyuka-Vuhovi-Luotu-Rwese-Magheria-Masereka : 44 km
9. La Route Mbau-Kamango-Nobili : 72 km
10. La Route Kasindi-Kasindi Port-Ishango-Kyavinyonge :  km
11. La Route Lubero-Lukanga-Rwese : 29 km
12. La Route Butembo-Kyondo-Kasindi: 61 km
13. La Route Alimbongo-Bingi-Kabenga : km
14. La Route Musienene-Muhangi : 17 km
15. La Route Kanyabayonga-Vitshumbi : 46 km
16. La Route Kyondo-Kyavinyonge : km

Voici les plus importants ports sur le lac Edouard chez les Nande :
1. Port de Kyavinyonge
2. Port de Vitshumbi
3. Port de Kasindi
4. Port de Kiserera
5. Port de Kamanole
6. Port d'Ishango

## Culture
Le terme « Kyaghanda » désigne la case à deux et parfois trois entrées, généralement située au milieu du village. C'est là que les habitants du village se réunissent habituellement pour régler leurs problèmes vitaux et apporter, en toute solidarité, des solutions jugées adaptées. Les Kyaghanda actuellement exercent leurs activités dans plusieurs villes et villages du monde entier là où les Yira se rencontrent.

### Danses et Musique
La danse en Oluyira : « amasata, amavina, amahotole » est un geste par excellence traduisant les divers sentiments de l’homme se développant à la fois comme rythme dans le temps et dans l’espace. La position et le mouvement du corps dans la danse Yira traduit la prière.
Voici quelques danses Yira selon les circonstances d’exhibition et ensuite selon les instruments d’exécution :
a) Les danses selon les circonstances d’exhibition
Les danses peuvent être actuelles, ancestrales selon les évènements joyeux et tristes ou circonstances pittoresques. L’art de la danse étant sacré ou profane nous distinguons la danse spectacle et la danse distraction.
Nous distinguons chez les Yira :
- Les danses de réjouissances populaires: Omunde, Amalembo, Amangudu, Amatakiyo, Ebwaya, Ekila, Endara, Enduku et Erisole.
- Les danses d’intronisation ou d’investiture : Emburura, Endungulu et Erighomba.
- Les danses d’initiation : Amaghengeleghengele, Engyengo, Omukumo w’avakali n’ow’avalume, Omumbitili et Omutetere.
- Les danses mortuaires : Amasindula, Engwaki, Omukonga, Omukovo et Ovusingiri.
- Les danses de recréation ou de divertissement :  Akasambi, Akasayi, Dahudahu, Ekibaliya, Ekidali, Ekimbati, Ekimbakisi, Ekipulenge, Ekituta, Ekiyamba, Ekururu, Emikalihyo, Enanga, Endeku, Epuli, Eriduku, Erikembe, Olusengo, Oluveve, Omughoviro, Omusayi et Ovurwani [8].

b)  Les danses selon les instruments
A. Idiophones : Ces sont des instruments où c’est la matière dont ils sont composés qui fournit le son grâce à ses propriétés acoustiques.
1. à percussion directe :

- Endara (Xylophone)
- Esyongereghese ou ngangatiro (gong)
- Esyonzeve

2. à percussion indirecte :
- Erisengo (grelot en calebasse)
- Eritsetse (Grelot coque de fruits)
- Ekiyamba (Grelot)

3. par pincement :
- Akasambi (cafre)
- Erikembe (sanza) ou lamellophone
- Akasayi

B. Aérophones : Ce sont des instruments à air ou à vent  ayant un biseau ou anche.
- Erirenga (Sifflet)
- Enyamulera et Epuli (Flûte traversière)
- Endeku-neku (sifflet)
- Enguvi (trompette à corne)
- Embingu (sifflet de sorcier)
- Orumaka (trompette en bois) sifflet pour les faiseurs du beau temps
- Orwamo (sifflet du faiseur de pluie)

C. Membanophones : Le son est dû à une membrane tendue. Les danses suivantes s’exécutent à l’accompagnement des tambours.
- Erighomba (eritingi, endingwa, emburura, endungulu)
- Erisole-Omunde-Ovusingiri-Omukumo-Omukonga
- Amasinduka-Eluma-Ekila-Amalembo
- Ebwaya-engwaya-Ekituta-Omukurusu
- Ekibaliya

D. Cordophones : Tous les instruments sans manches distincts de la caisse et dont les cordes sont parallèles à sa table de résonances.
1. Ekipulenge :arc musical (cithare à bouches)
2. Omughoviro :à auge
3. harpes arquées :

- Enzenze (cithare en bâton)
- Enanga (harpe arquée à caisse violonée)
- Ekidali (Guitare)

4. Cithares
- Akaghovoghovo (rebec ou vièle)
- Akawerewere

Le terme « Isumba » désigne à la fois des sociétés secrètes et les statuettes en argile utilisées dans le cadre des rites d'initiation. Ces sociétés fermées étaient réservées aux hommes, qui devaient reconnaître chaque figurine et les disposer dans un ordre précis.
Les statuettes ci-dessous proviennent des environs de Lubero dans le Nord-Kivu (auj. en république démocratique du Congo). Elles sont conservées au Musée royal de l'Afrique centrale, en Belgique.

Statuettes isumba.
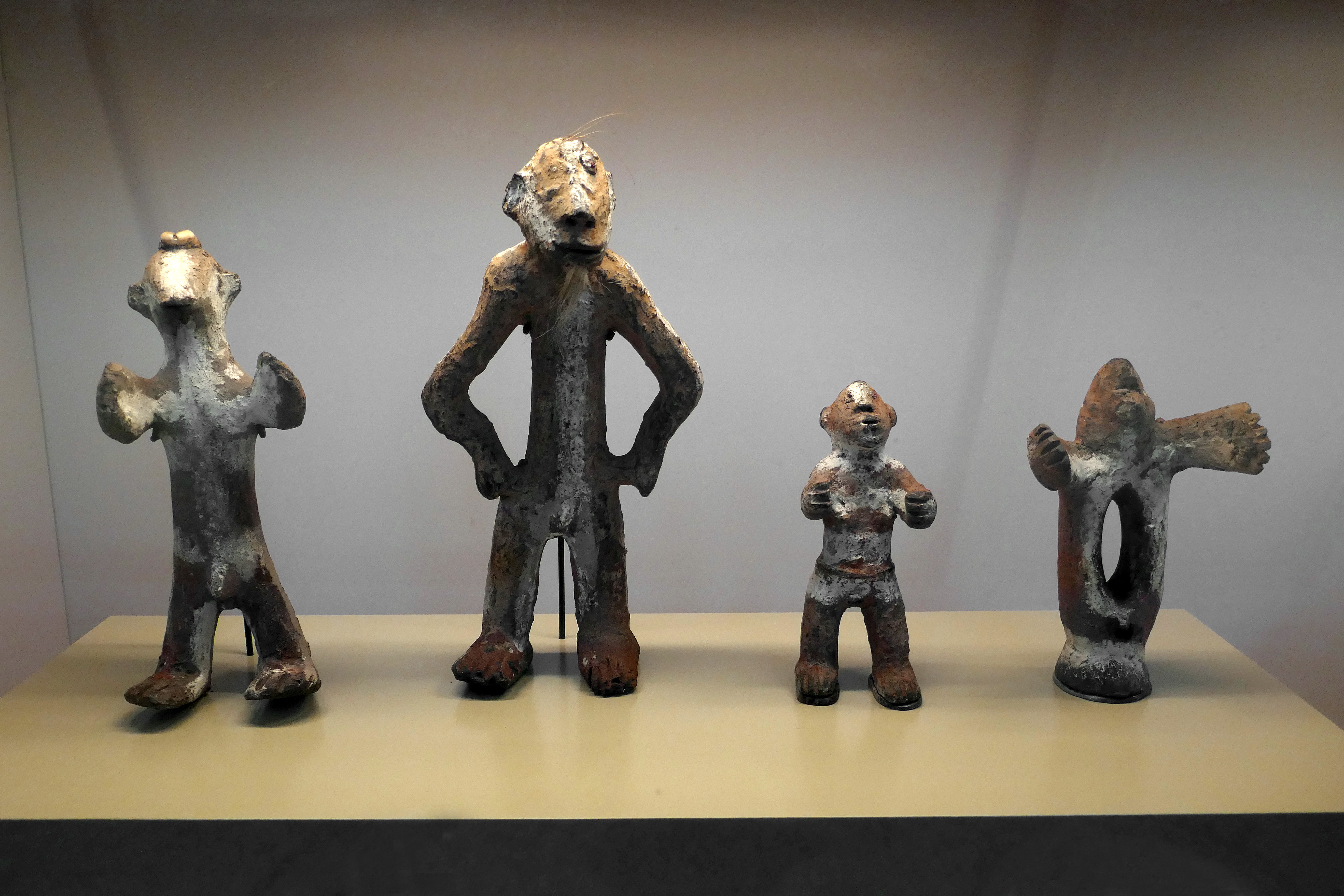
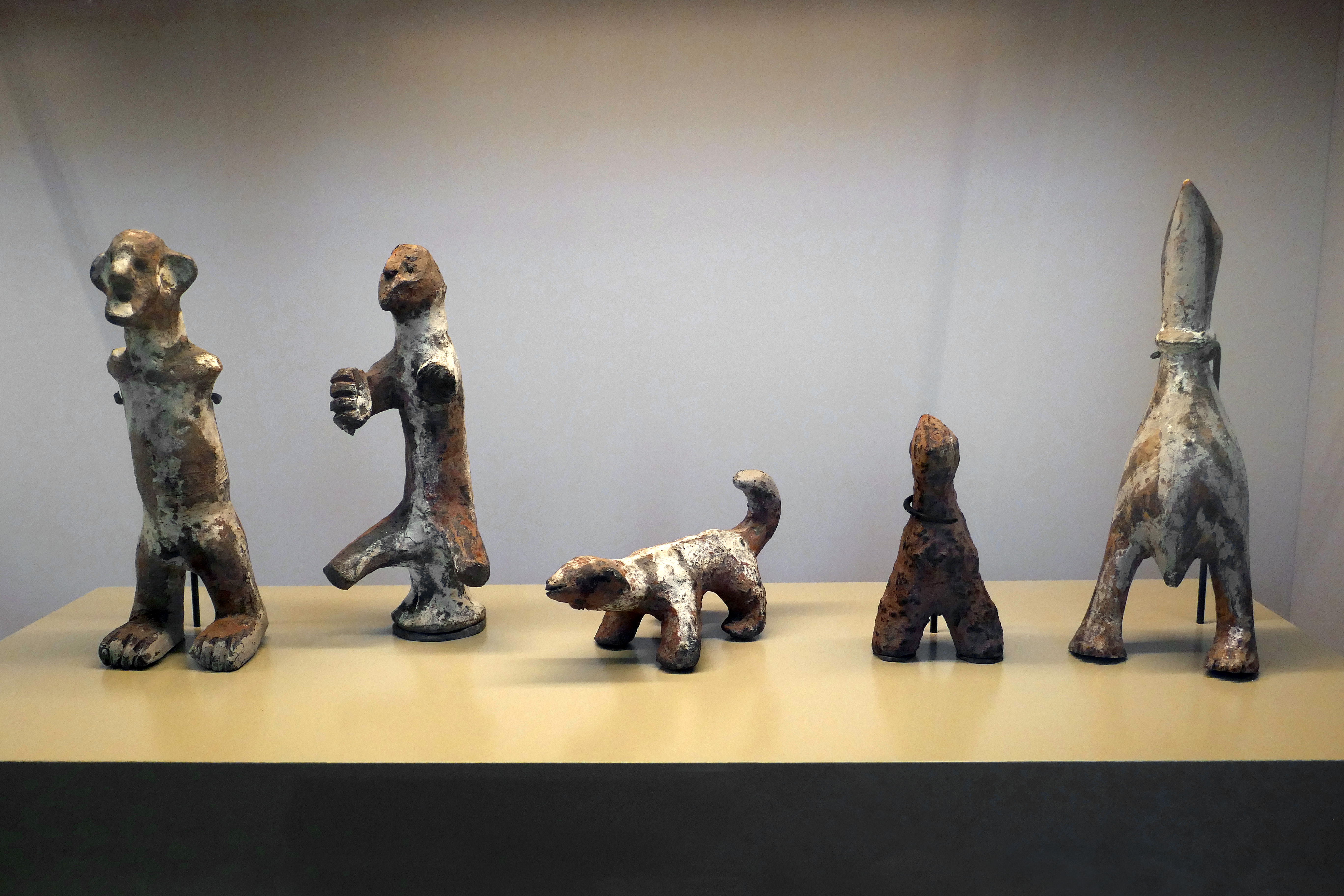

## Caractéristiques
Reconnu comme le groupe ethnique le plus prospère de la RDC, les Nande possèdent des caractéristiques uniques qui les distinguent et contribuent à leur richesse :
Modestie et Discrétion : Les Nande sont connus pour leur modestie. Ils préfèrent souvent rester en arrière-plan, laissant leurs actions parler pour eux. Leur discrétion est une valeur clé qui leur permet de maintenir des relations harmonieuses et d'éviter les conflits inutiles.
Détermination et Parcimonie : La détermination est une qualité essentielle chez les Nande. Ils travaillent dur pour atteindre leurs objectifs, faisant preuve d'une persévérance inébranlable. Leur parcimonie, ou gestion prudente des ressources, leur permet de maximiser leurs économies et de réinvestir dans leurs communautés.
Frugalité et Sacrifice : La frugalité est une autre caractéristique importante des Nande. Ils valorisent l'utilisation judicieuse des ressources et évitent le gaspillage. En outre, ils sont prêts à faire des sacrifices personnels pour le bien-être de leur famille et de leur communauté, démontrant ainsi un fort sens de l'altruisme.
Clanisme et Coterie : Les Nande attachent une grande importance aux liens familiaux et communautaires. Le clanisme, ou l'appartenance à un groupe familial élargi, renforce la solidarité et le soutien mutuel. De même, la coterie, ou l'association avec des groupes de personnes partageant les mêmes intérêts, joue un rôle clé dans leur réseau social et économique.
Fortuneux et Capitalisme : Les Nande ont une réputation de réussite économique. Ils sont souvent perçus comme étant fortuneux, grâce à leur esprit d'entreprise et à leur capacité à identifier et exploiter les opportunités commerciales. Leur approche capitaliste, fondée sur l'investissement et la croissance, contribue à leur prospérité continue.
Accent et Langage : Même lorsqu'ils parlent une langue internationale, les Nande conservent souvent un accent distinctif, comparable à leur langue maternelle, l'Olhuyira ou Kinande. Cet accent est une marque de leur identité culturelle forte et de leur attachement à leurs racines linguistiques.
Autochtones et Gardiens du Temple : Les Nande sont profondément liés à leur terre. Ils sont fiers de leur identité autochtone et se considèrent comme les gardiens de leurs traditions et de leur patrimoine. Ils aiment intensément leur région natale et investissent dans leur développement malgré les nombreux défis qu'ils peuvent rencontrer. Cette relation intime avec leur terre renforce leur résilience et leur détermination à surmonter les obstacles.
Solidarité : En outre, les Nande (Yira) entretiennent des racines très proches avec des minorités comme les Talinga, Pakombe, Piri, M'vuba, Bila, Amba, Tembo, Hunde, Nyanga et Lega. Ces relations étroites créent un caractère de confiance mutuelle envers ces autres familles, qu'ils reconnaissent comme faisant partie de la grande famille Yira. Cette solidarité renforcée contribue à leur unité et à leur capacité à collaborer efficacement.

## Mythes[12]
Le mythe du grand Tambour
Le mythe du grand Tambour commence par l’histoire du couple et de la famille humaine. Il raconte que : “Là-haut, sur la colline de la création, plus haut que les nuages du Rwenzori, Dieu Nyamuhanga le Créateur donna à chaque créature une mission.
La vache Ende portait entre ses cornes un grand Tambour Risingi. Dieu Nyamuhanga y avait placé deux êtres humains : Kisi le Grand Soleil et Nyabhandu, la mère des hommes. Chacun était assis sur sa chaise royale e’ndeve et y respirait le parfum d’encens o’bhukwa ; pour voir l’autre dans cette obscurité Dieu Nyamuhanga  avait donné à Kisi  et à Nyabhandu une conscience o’bhulhengekania et des cheveux bio-efflorescents qui brillaient comme la luciole (e’ngununu). Ce grand Tambour était le pays de la grande paix O’bhuthekane.
Un jour, la vache voulut se soulager. Elle regarda en bas et fit tomber le grand Tambour. Elle courut vers Dieu Nyamuhanga pour se faire pardonner d’avoir perdu sa charge royale. Dieu Nyamuhanga l’envoya se réconcilier avec ceux qui étaient assis dans le grand Tambour qui devint une pirogue en s’écrasant sur le lac Mutsyamiria (le lac Edouard aujourd’hui). Pendant que le grand Tambour descendait à pique, Kisi le Grand Soleil bouscula Nyabhandu la mère des hommes. Celle-ci émit la première parole des hommes qui est une interrogation : « que fais-tu Ukayira uthi ? » D’où l’éthnonyme Yira donné aux Nande pour désigner le peuple de ceux qui sont nés après la première parole de nos Ancêtres Nyabhandu et Kisi. Le village qu’ils ont fondé s’appelle bhuhikira, le lieu où ils ont atterri ; l’enfant qui y est né, s’appelle Mukira l’ancêtre du clan Bakira ; ils eurent beaucoup d’enfants, qui sont les Ancêtres fondateurs de tous les clans YIRA avec toutes ses ramifications”.
La traversée sur le dos du Dragon (Omughongo we ndioka)
Ainsi, selon la mythologie transmise de père à fils, les nande traversèrent la rivière Semliki, sur le dos du dragon pour parvenir à l’autre rive au Congo. A dire vrai, le passage se fit au gué de Kapanza. Au moment de la sécheresse, les pierres émergent de l’eau de sorte qu’on peut facilement traverser le fleuve.
Ce sont ces pointes de pierres qui ont été comparées au dos écailleux du dragon que la tradition narrative véhicule de père à fils comme une mythologie, avec une idée religieuse sous-jacente. Cette traversée mystérieuse fut rendue possible grâce à l’intervention de l’esprit Katulikanzira, qui précéda le convoi des immigrants et les installa au lieu de son choix.
Néanmoins, lors de la traversée, une partie des Nande resta en Ouganda sur la côte est des monts du Ruwenzori et de la rivière Semliki qui séparent le Congo de l’Ouganda. Ceux-ci sont actuellement appelés Konjo. Ils furent séparés géographiquement et administrativement de leurs frères Nande lors du découpage et du partage de l’Afrique entre les grandes puissances européennes en 1885. Ils gardent, toutefois, les mêmes us et coutumes que les Nande hormis les nuances linguistiques en kikonjo.
Le mythe cosmogonique du Ruwenzori
La tradition Yira rapporte qu’un jour sur la colline de la création, le Dieu Créateur O’Muhangitshi exauça la prière des Nande qui étaient menacés par une famine due à une sécheresse très incendiaire. Il convoqua toutes les divinités célestes Bhalhimu qui se trouvent dans le monde pour le protéger. Il leur ordonna de transporter la montagne Ruwenzori pour aller la planter au milieu du pays des Nande qui manquaient terriblement d’eau.
Hangi, l’Esprit de la providence et de la chance, était au premier rang suivi de Mbolu la protectrice de la jeunesse féminine et Lusenge le protecteur de la jeunesse masculine. L’Esprit Kapipi le Maître de la forêt et de l’initiation à la sagesse, était au dernier rang entouré de sa meute de soixante-dix-sept chiens sacrés de la chasse. Le convoi comprenait aussi toutes les déesses chargées des présents à offrir en cadeaux à Dieu Nyamuhanga l’Etre Suprême dès leur arrivée au pays des Nande. Comme la Providence Hangi marchait très vite, l’Esprit Muhima le Grand Devin céleste, prétendit qu’il transportait seul la montagne Ruwenzori. Les autres divinités se fâchèrent et lâchèrent la montagne Ruwenzori pour faire comprendre au Grand Devin Muhima que seul, il était dans l’incapacité d’accomplir cette lourde tâche de transporter une montagne.
Pour calmer leur colère, l’Esprit de la Providence Hangi fit tomber la pluie sur tout le pays où sévissait la sécheresse. Il réconcilia tous les membres du cortège en les invitant au dialogue où la prise de parole fut donnée à chacun par l’Esprit Mulhekya le Pacificateur, joyeux d’avoir été rafraîchi par la douche céleste. Quand vint le tour des animaux de parler, le plus petit des chiens de la dernière meute de la divinité Kapipi adressa cette parole célèbre au Grand Devin Muhima : ” il faut savoir compter sur les autres “. C’est pourquoi le massif du Ruwenzori  est toujours là où les dieux l’avaient abandonné. Il n’a plus bougé, il continue à y faire couler l’eau fraîche de la Providence Hangi.
C’est la raison pour laquelle tous les rites de réconciliation entre les clans commencent par les gestes d’aspersion aux épaules et d’ablution aux pieds et la main avec de l’eau puisée au glacier du Ruwenzori ou Tsithwa –tsya- Nzururu qui veut dire la grande colline aux neiges éternelles en langue locale le kinande.

## Proverbes
La littérature Yira est si vaste avec beaucoup d'auteurs en majorité des prêtres du Diocèse de Butembo-Beni. Voici quelques proverbes de sagesse :
1. Akathi kake, kakana lahukira oko mundu kw'amavi = des petites choses peuvent vous deshonnorer.
2. Eyaviriheswa sirivula kathatha kerilima = une houe n'a jamais peur de labourer le champ.
3. A'mavwe wosi awo ukatwikalako syalikulangika = toutes les pierres que tu heurtent ne s'arrachent pas.
4. Thavwirika mwania o'mwilegha = celui qui n'écoute pas les conseils des autres finit par faire le scandale.
5. A'kanyunyu kamaghuluka kakavirirawa ngoko kaketshira ahisi = quand l'oiseau vole, il oublie qu'il descendra sur terre.
6. O'mughunda syalyalotha akasinga oko vwami = le citoyen ordinaire ne rêve pas son intronisation comme Roi.
7. Thowa vusindi ni muhumangotho = celui qui ne comprend pas à travers les proverbes est un ...
8. Avali vaviri vo vita mbeva = Ceux qui sont à deux se sont eux qui tuent un rat , l'union fait la force.
9. Amalw'avaghuma syalivughawako = la querelle des frères, on n'en parle pas.
10. Akavuli katowa kakowa omutwe iniali okoliko = qui n'écoute pas les conseils des adultes s'en rend compte quand il est trop tard.
11. Amabhwe ni manji, aliwe amathalyo ni make = les initiés sont nombreux mais les élus sont limités.
12. Abhakali ni bhangi ihane owaghu = les femmes sont nombreuses quand tu as trouvé la tienne.
13. Akaghekagheka kyiti = l'amour de l'argent possessif exagéré de ses bien tue.
14. Oyo wahola omo thuthuthu mweya e'kulimu ivaviri tshinga, ni kwa, n'oyo wahola o'mwigholo mweya e'kulimu ivaviri tsingula = ce qui est nié sur la terre sera aussi nié au ciel et ce qui est accepté sur la terre sera aussi accepté au ciel.
15. Erisire riri oko ame rikakwima amaseka = quand un proche commet une bêtise ou un crime, on n'en parle pas.
16. Wamavinya oko vyigha avothathakulu wawu athawyako iukendi kw'embathu = si tu marche dans la voie autre que celle de tes ancetres tu seras maudit.
17. Ovwenghemire vukavugha ovwimene = le moins malin peut vous nuire.
18. Eriryatsa okomunwe ni sikyawo = corriger ou conseiller un homme c'est le respecté.
19. Thwahikire ngundu ivwe = nous avons laisser le mal nous approcher.
20. Eriviha ry'embuli murya lheka iyingira omokithegho = évitons la précipitation, de peur de se faire piéger.
21. Oyuthawithe e'mbunda syalivuya vitshindo = quand vous êtes faible vous n'éffrayez personne.
22. Ahaka hika ovuno, ho hatehika omughusu = dire et faire sont deux choses différentes, l'action ne suit pas la parole.
23. Akhalhibo ni k'ekwanza n'erithitya ni lhya kaviri = la première chose est d'accueillir, donner n'est que la deuxième.

### Discographie
- (en) On the Edge of the Ituri Forest, Northeastern Belgian Congo : Budu, Mbuti, Mangbele, Nande, Bira, Sharp Wood Productions, 1998 (enregistrement 1952)
- Zaïre : Entre les lacs et la forêt. La musique des Nande, VDE-Gallo, 1991 (enregistrement 1986-1988)